# Квашніно (Новосибірська область)
Квашніно (рос. Квашнино) —  присілок у Барабінському районі Новосибірської області Російської Федерації.
Входить до складу муніципального утворення Зюзінська сільрада. Населення становить 442 особи (2010).

## Історія
Згідно із законом від 2 червня 2004 року органом місцевого самоврядування є Зюзінська сільрада.

## Населення
| 2002 | 2007 | 2010 |
| ---- | ---- | ---- |
| 525  | ↘500 | ↘442 |